# Farmtrac 675 DT
Farmtrac 675 DT – ciągnik rolniczy produkowany przez Farmtrac Tractors Europe Sp. z o.o. w Mrągowie.

## Dane techniczne
Silnik:
- Typ: Perkins 1104D-44T 3061/2200[2] (Euro 3A), 854E-E34TA (Euro IIIB)
- Rodzaj: wysokoprężny, turbodoładowany
- Moc: 55 kW (75,5 KM) przy 2200 obr./min.
- Maksymalny moment obrotowy: 307 Nm (3A) 318 Nm (3B) przy 1400 obr./min.
- Liczba cylindrów: 4
- Średnica cyl./skok tłoka: 105/127 mm
- Pojemność skokowa: 4400 (3A), 3387 (3B) cm³
- Ilość oleju w silniku: 10 l
- Pompa wtryskowa: Delphi, rotacyjna typu 1532 -2644C312, -2644C339 (3A)

Układ napędowy:
- Sprzęgło: suche, dwutarczowe, 310 mm
- Przekładnia: Carraro 506 UP HCR
- Liczba biegów przód/tył: 12/12

Układy jezdne:
- Mechanizm kierowniczy: hydrostatyczny
- Przedni most napędowy: Carraro 20.11
- Ogumienie przód/tył: 11,2-R24 / 18,4-R30
- Hamulec roboczy: tarczowy

Układy agregowania:
- Regulacja podnośnika: regulacja pozycyjna i siłowa
- Wałek odbioru mocy: 540/540E.
- Udźwig podnośnika: 2400 kg
- Wydatek hydrauliki zewnętrznej: 34, 50 (3B) l/min.
- Liczba wyjść hydrauliki zewnętrznej: 4
- Ciśnienie nominalne na szybkozłączu: 19 MPa

Masa – wymiary – pojemności:
- Długość: 3725–4190 mm
- Wysokość: 2490–2505 mm
- Szerokość: 1939–2375 mm
- Prześwit: 390–405 mm
- Masa: 3585 kg
- Zbiornik paliwa: 98 dm³
- Kabina czterosłupkowa, bezpieczna, komfortowa